# Francisco González de Cossío (nacido en 1972)
Francisco González de Cossío (México; 1972) es un abogado jurista y catedrático mexicano.

## Semblanza
Nacido en 1972, su padre es el también abogado Francisco González de Cossío Martínez descendiente del ingeniero, Francisco González de Cosío Arauz. Se licenció en Derecho por la Universidad Iberoamericana. Doctor y Magíster por la Universidad de Chicago (en análisis económico del Derecho).Se ha desempeñado como litigante y árbitro en arbitraje nacional e internacional.
Ha sido Maestro en arbitraje de inversión y deportivo; derecho económico, mercantil y competencia económica en la Universidad Iberoamericanay en la Escuela Libre de Derecho.
Socio fundador del despacho González de Cossío Abogados, S. C.

## Obras
- Arbitraje de inversión (2009).
- Arbitraje (2004).
- Arbitraje Deportivo (2006).

- Arbitraje y Judicatura (2007).
- Competencia Económica. Aspectos Jurídicos y Económicos (2005).
- Law and Economics of the Mexican Competition Laws (Tesis Doctoral, 2003).
- El Arbitraje al Derecho y al Revés.[5]